# Wara (Tanzania)
Wara è una circoscrizione urbana (urban ward) della Tanzania situata nel distretto di Chake Chake, regione di Pemba Sud. Conta una popolazione di 3 930 abitanti (censimento 2012).